# Pretzel

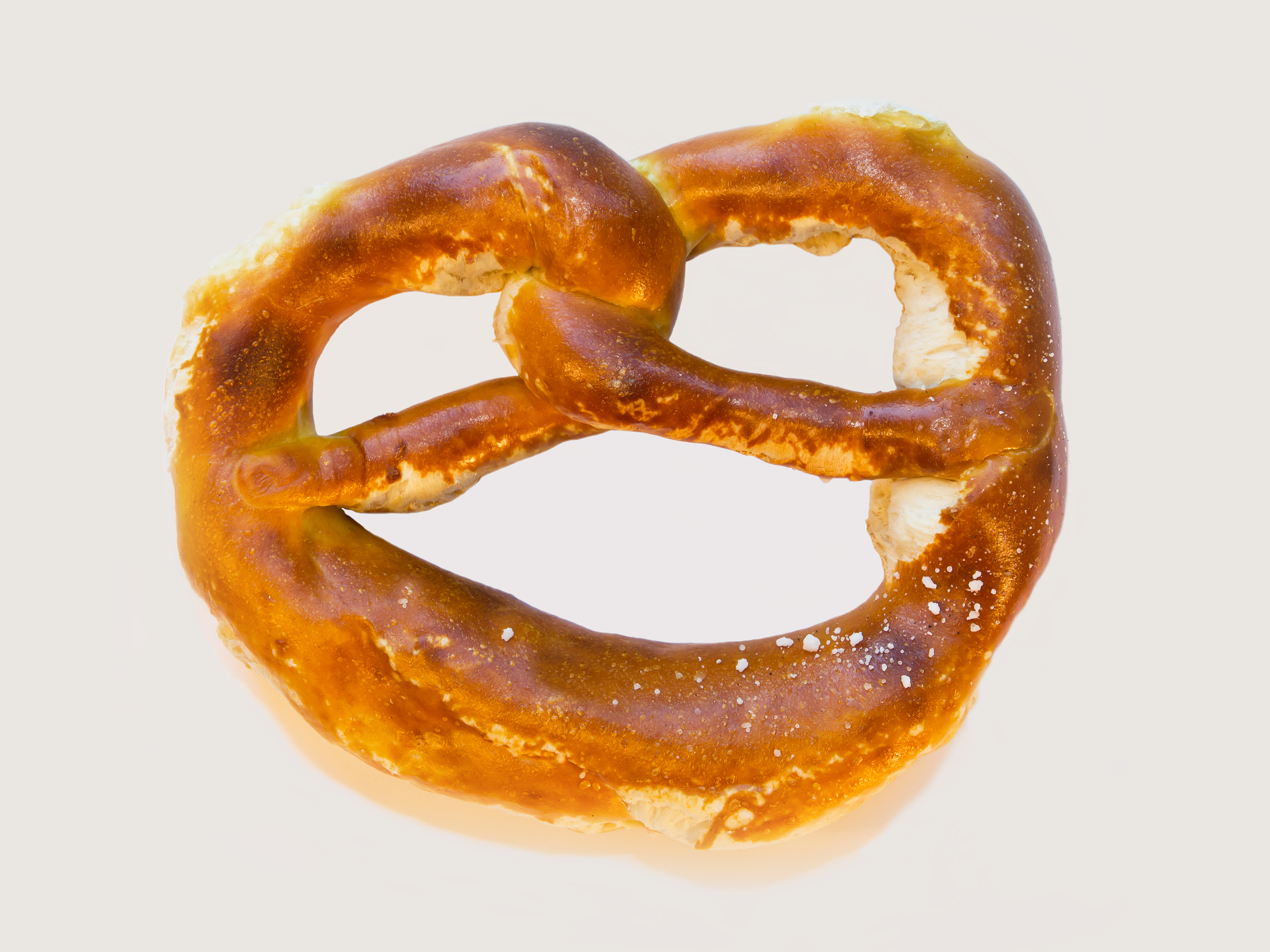
Een zachte pretzel

Een pretzel of zoute krakeling is een broodje of zoutje. Het deeg met grove zoutkorrels erop wordt gewoonlijk in de vorm van een knoop gebakken. Pretzels bestaan in verschillende soorten en maten, zacht of hard, groot of klein. 

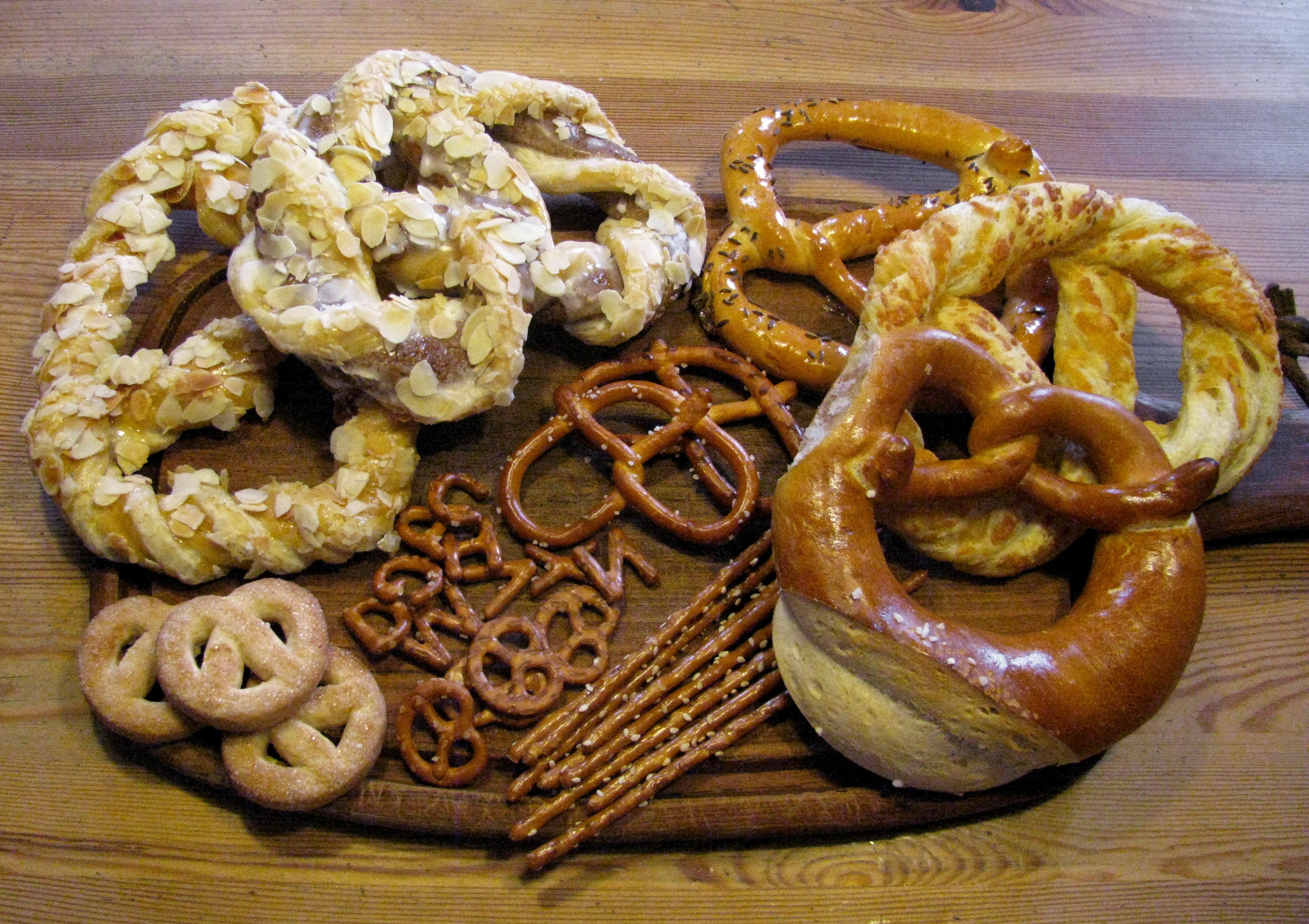
Diverse soorten pretzels

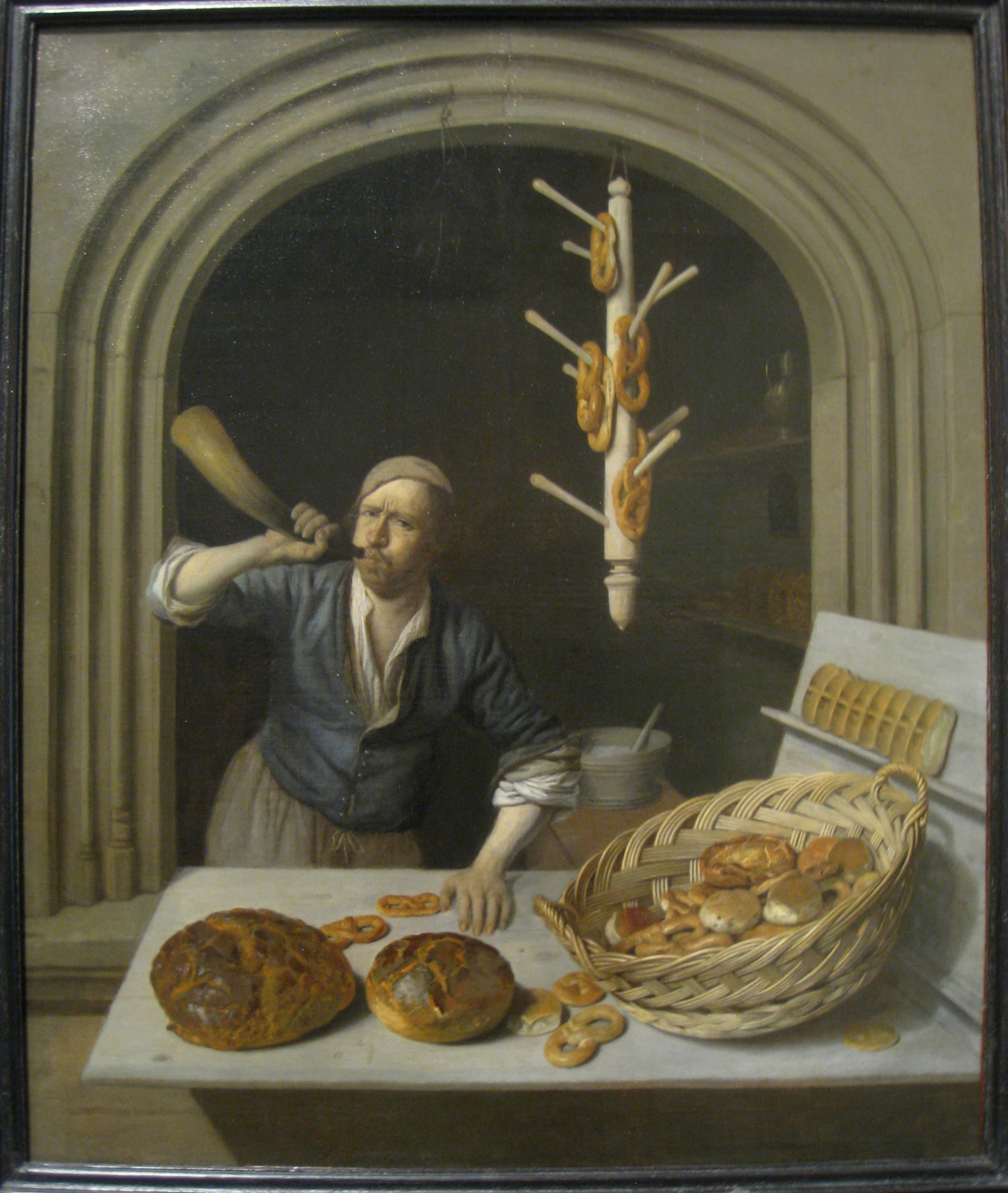
De bakker, Job Berckheyde, 1681

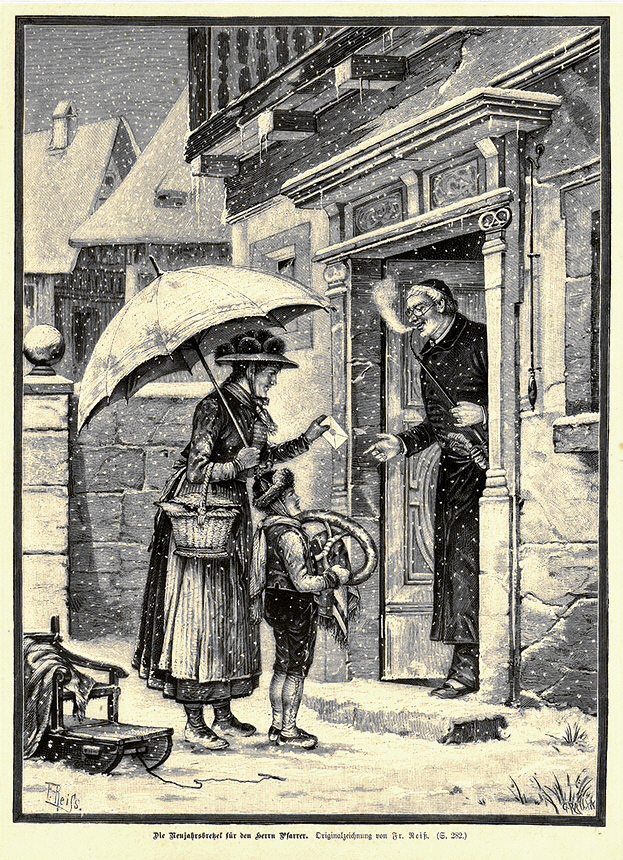
De nieuwjaar-pretzell voor de pastoor, 1884

Oorspronkelijk komen de pretzels uit Europa waar ze Brezel (Duits) of Kringlor (Zweeds) heten. In sommige steden in de Verenigde Staten kun je grote pretzels in kraampjes op straat kopen.
In Nederland en Vlaanderen worden kleine pretzels of de rechte variant, de zoute stokjes, meestal als zoutjes gegeten.
Het woord pretzel is een (vooral Engelstalige) verbastering van Brez’l, een kleine Brezen. De Brezen is eigenlijk een brood dat men in de meeste bakkerijen kan kopen en veelal als middagmaal gegeten wordt, eventueel met bier. Normale Brezen hebben diameters tussen 20 en 30 cm, en er bestaan ook grotere. Brezel of Brezen komt oorspronkelijk van het Latijnse "Bracchium", dat "(Voor)Arm" betekent. De vorm van de pretzel lijkt wel wat op gekruiste armen als iemand de armen "over elkaar doet".

## Afbeeldingen

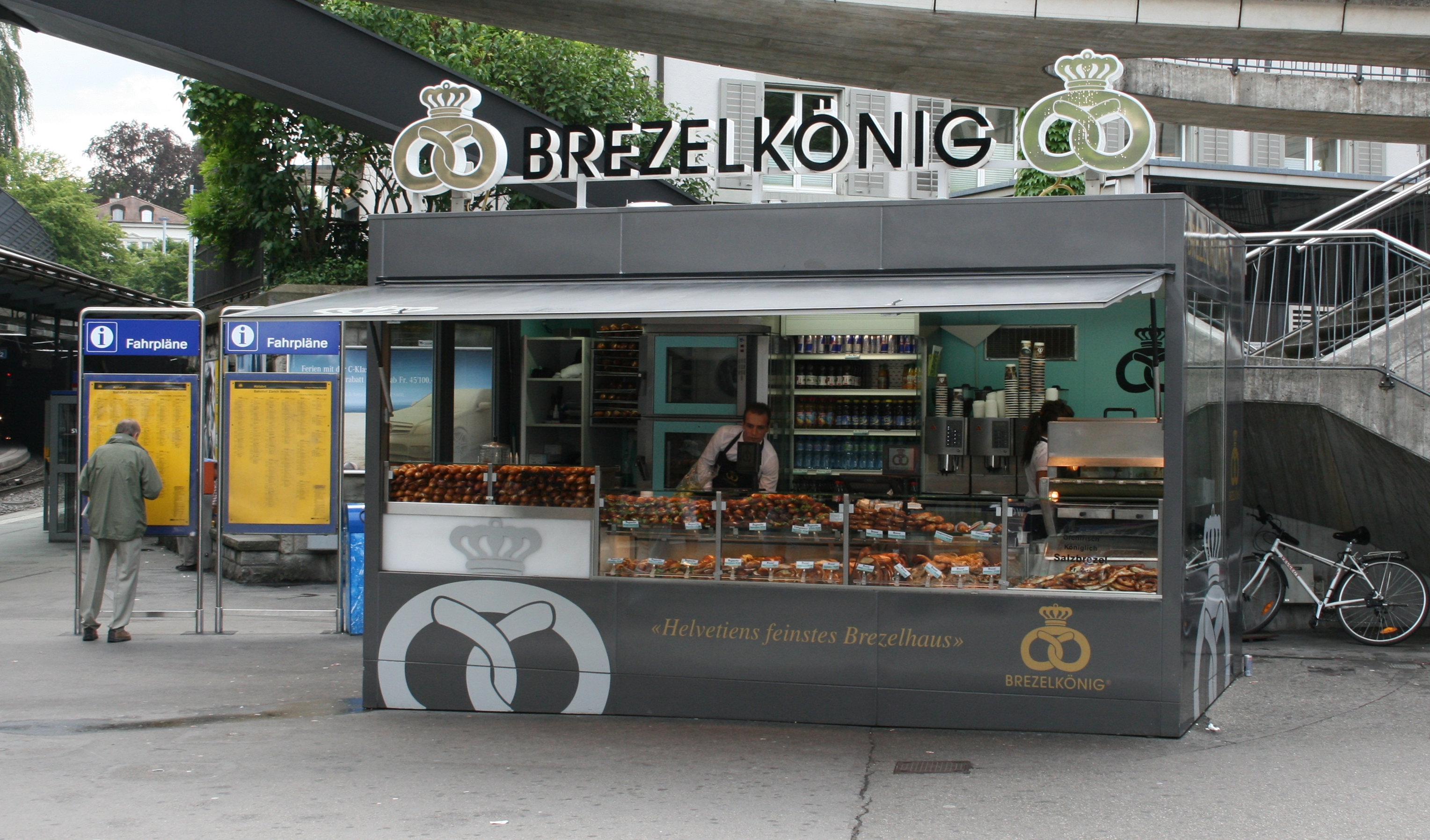
Pretzelkraam in Zürich, Zwitserland
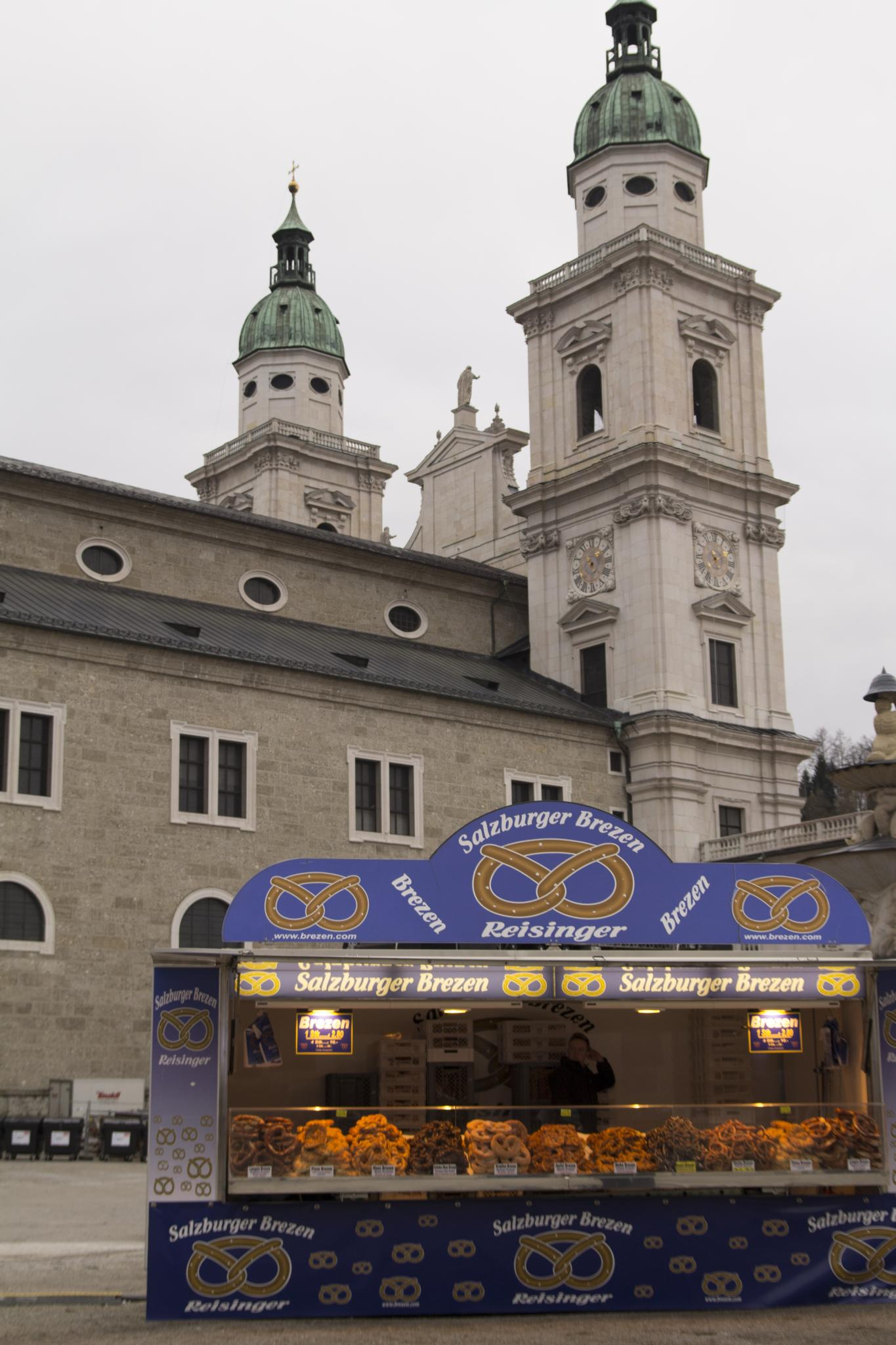
Pretzelkraam in Salzburg, Oostenrijk
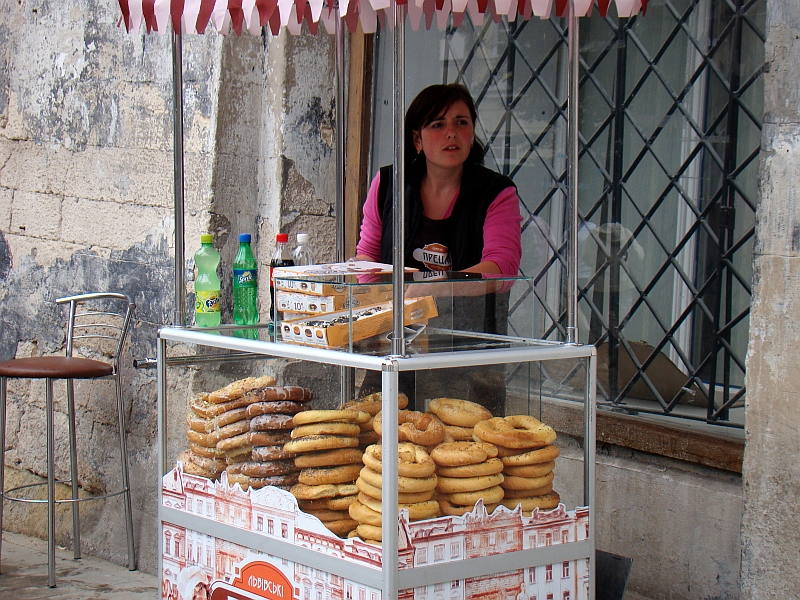
Pretzelkraam in Lviv, Oekraïne
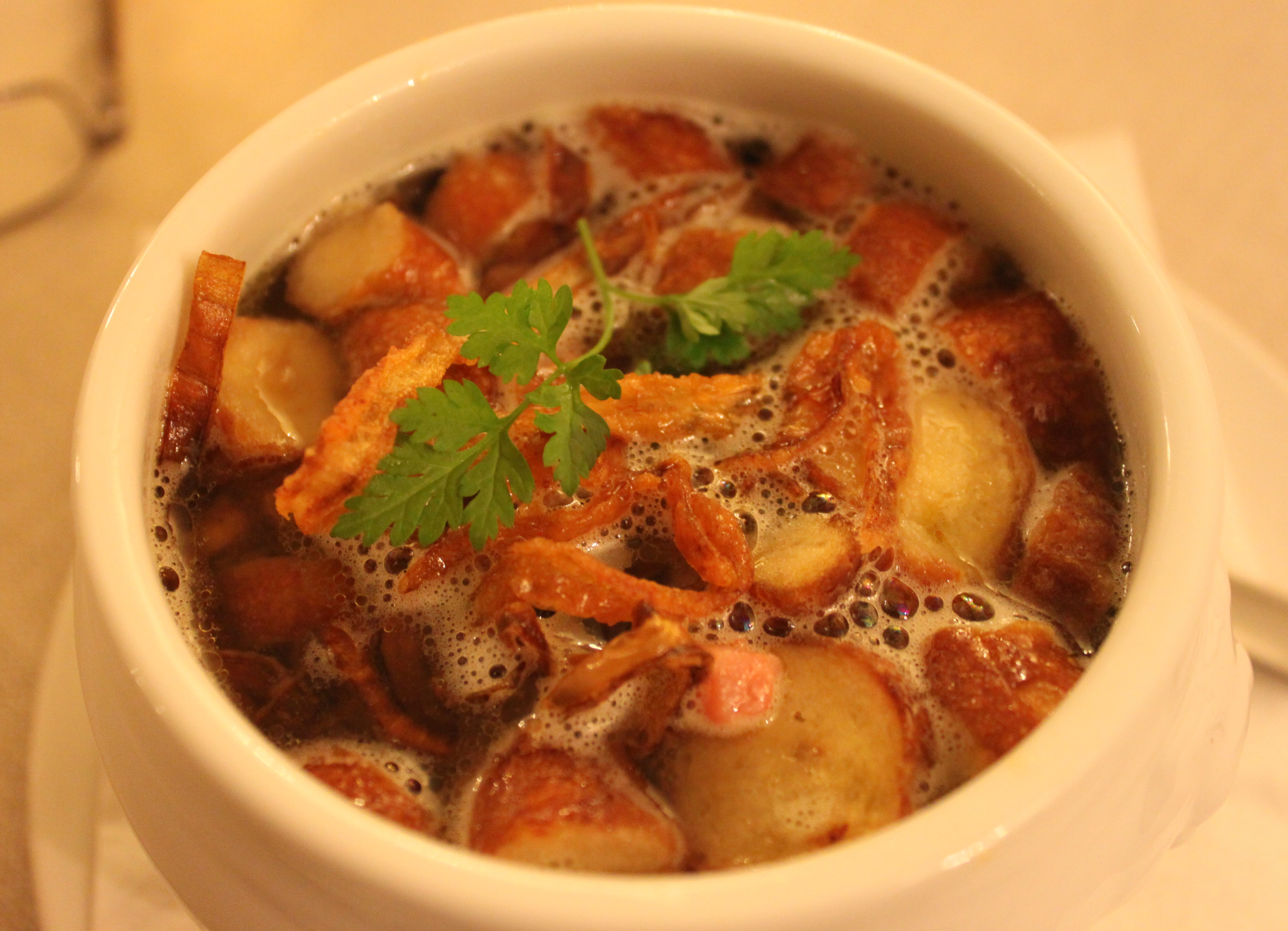
Brezensoep
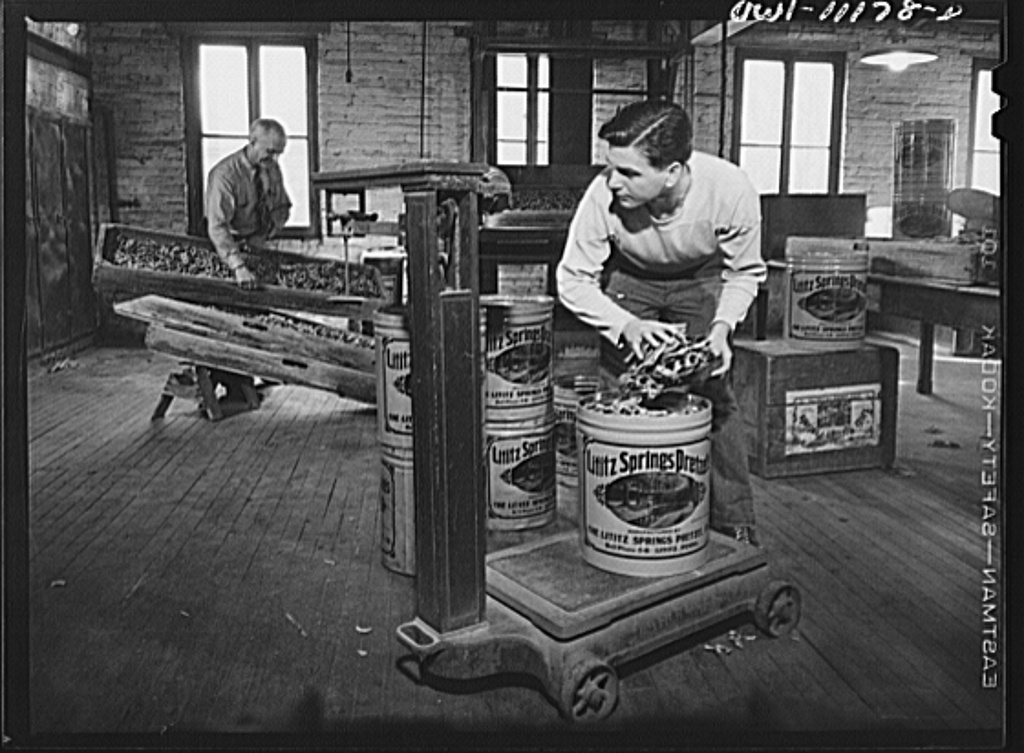
Lititz Springs Pretzel Company, Pennsylvania, jaren veertig, Library of Congress
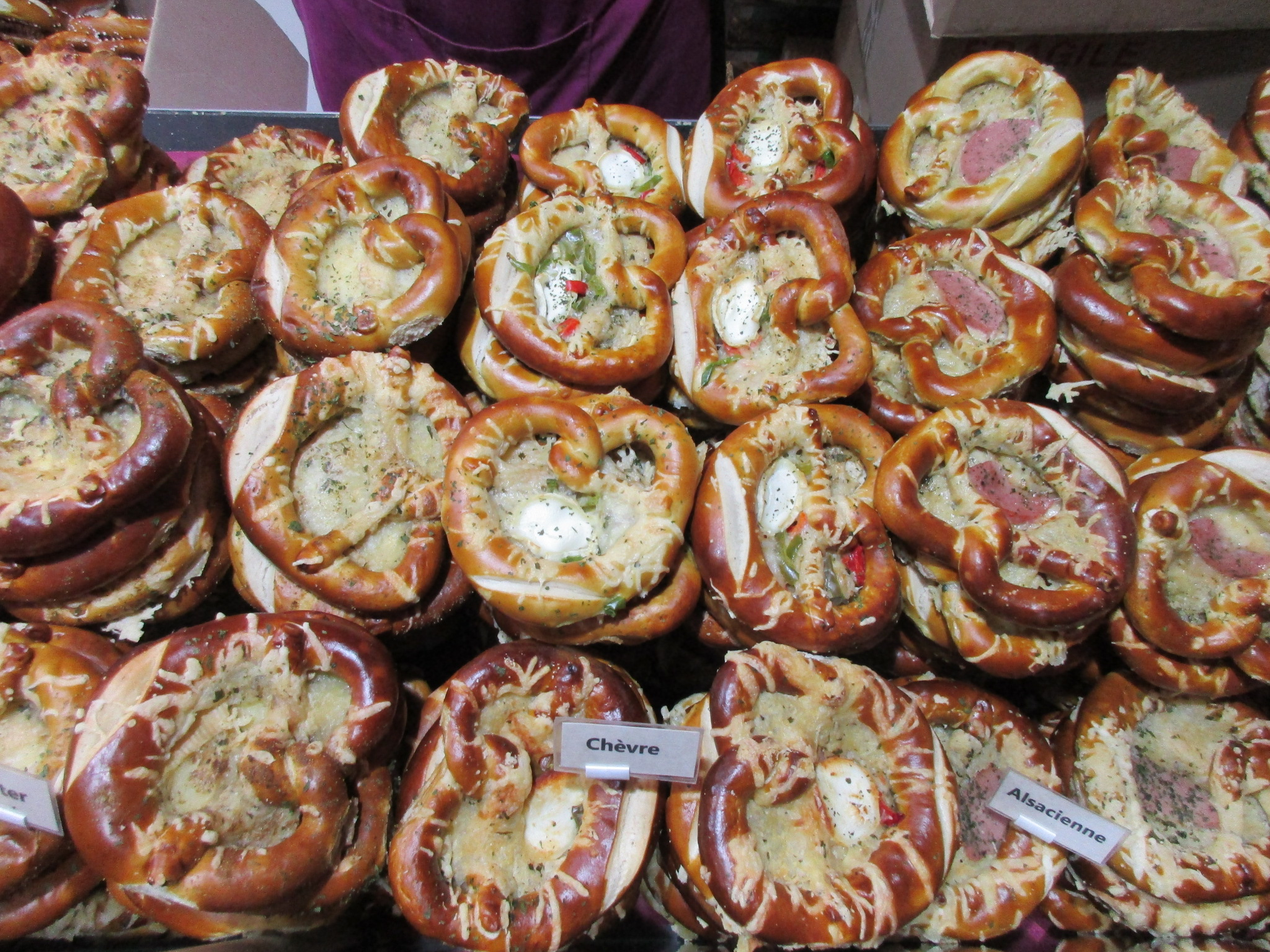
Pretzel met kaas op een kerstmarkt in Colmar, Frankrijk
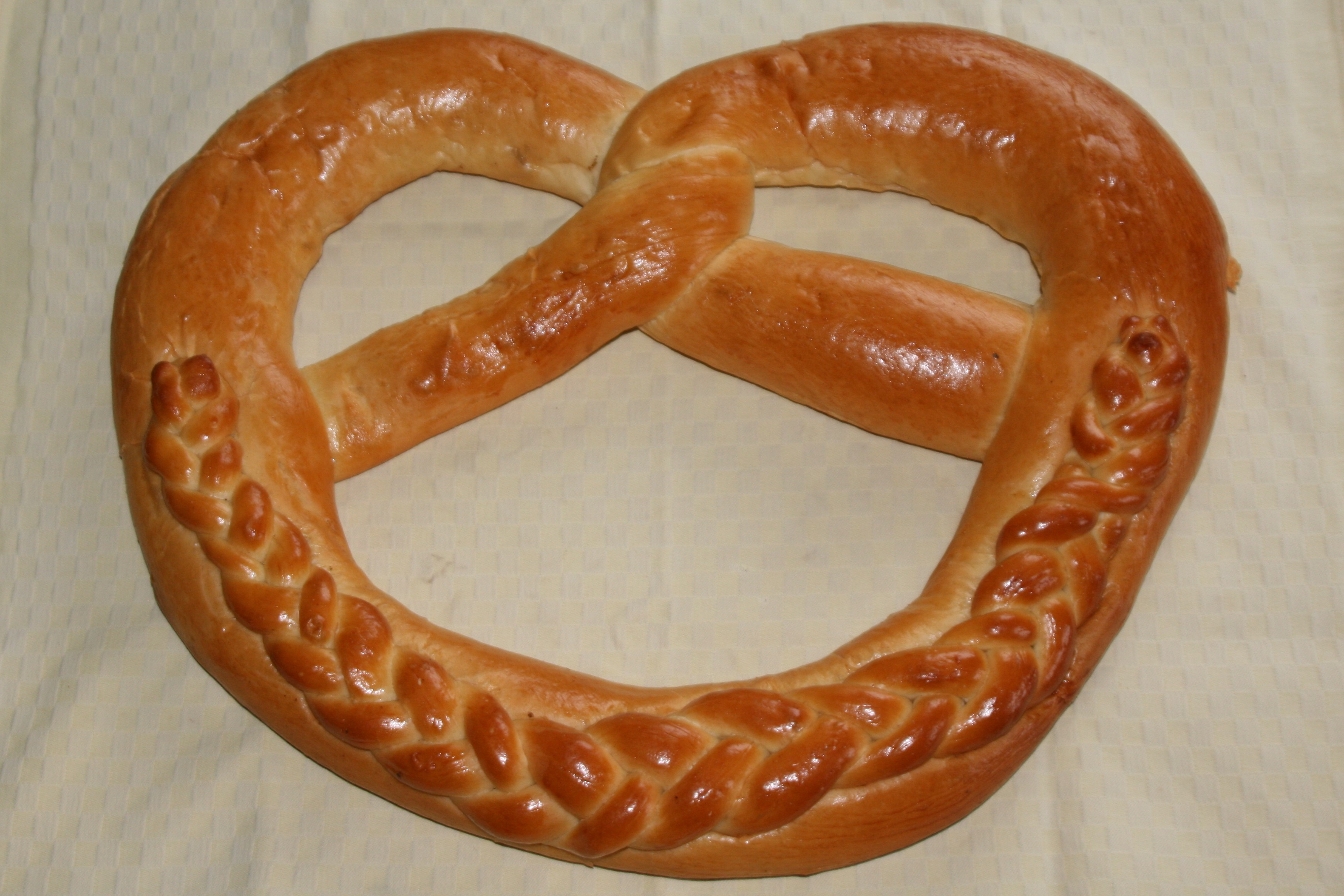
Nieuwjaars-pretzel van ca. 40 × 30 cm, Heilbronn
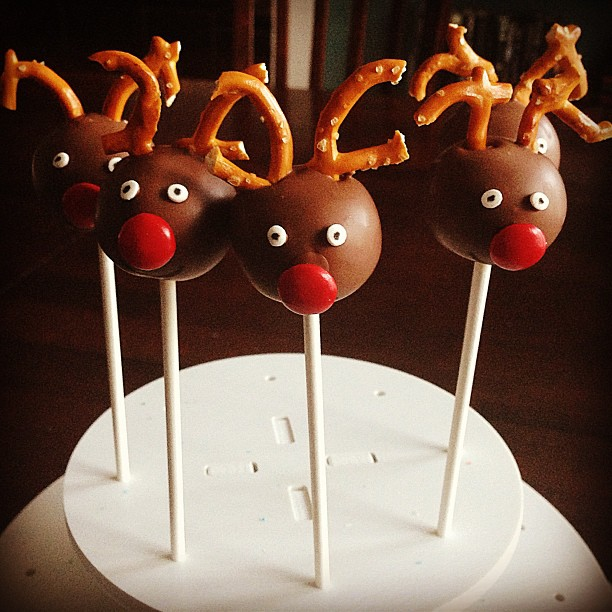
Pretzels als gewei op een rendier van een Cake pop (een soort lolly)
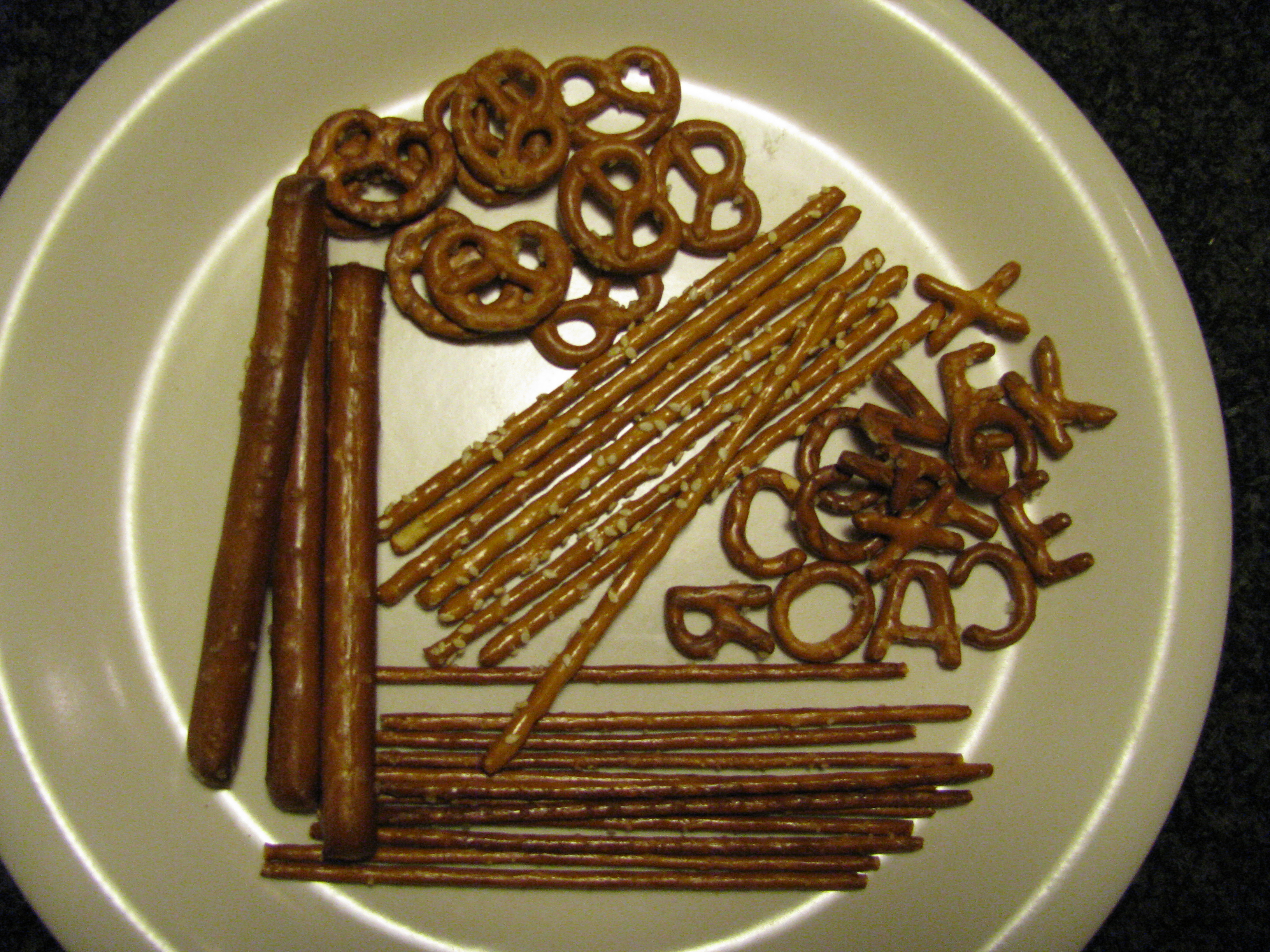
Vijf verschillende soorten partypretzels
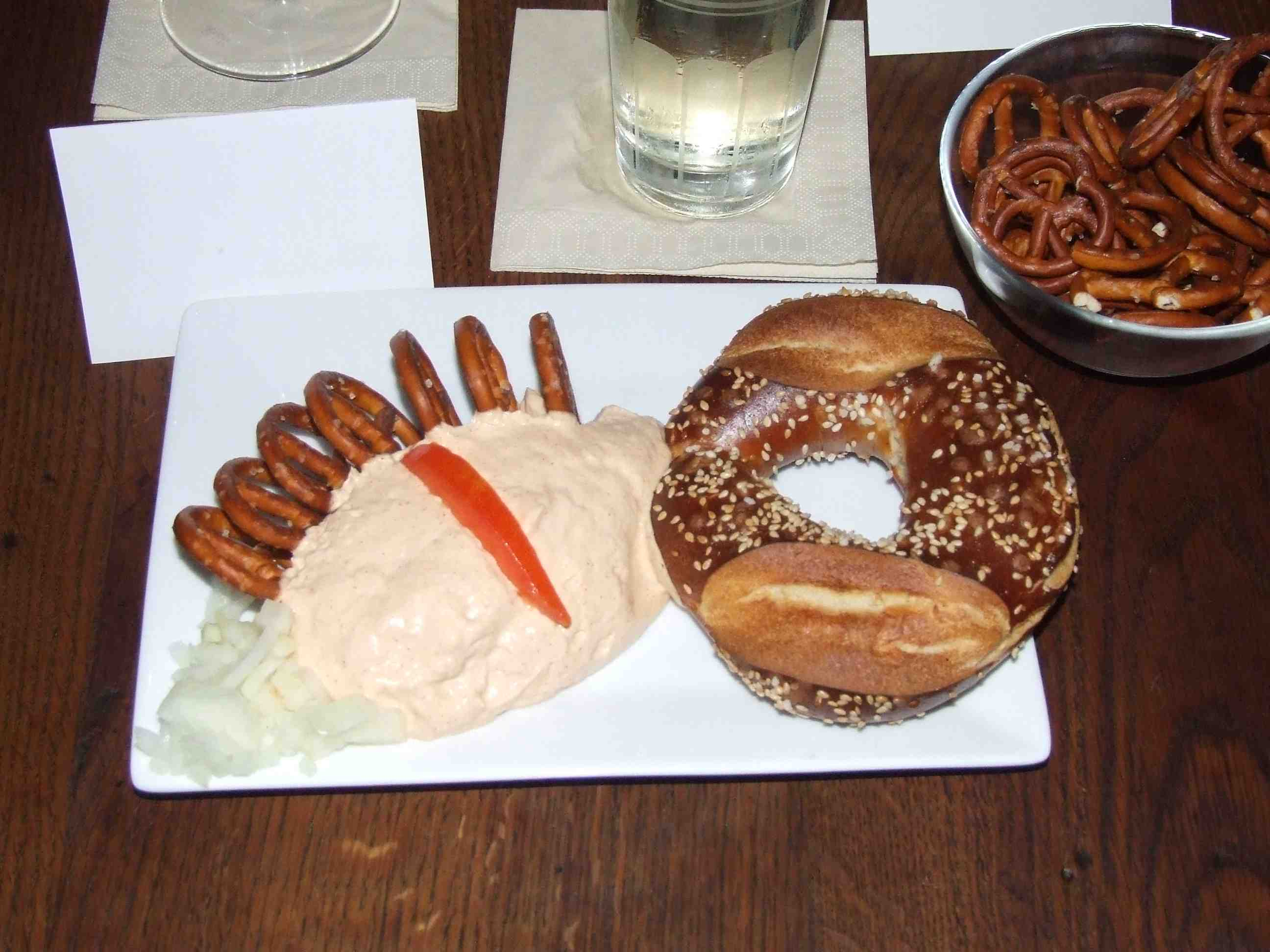
Salzpretzel en een Laugenbrezel bij Spundekäs
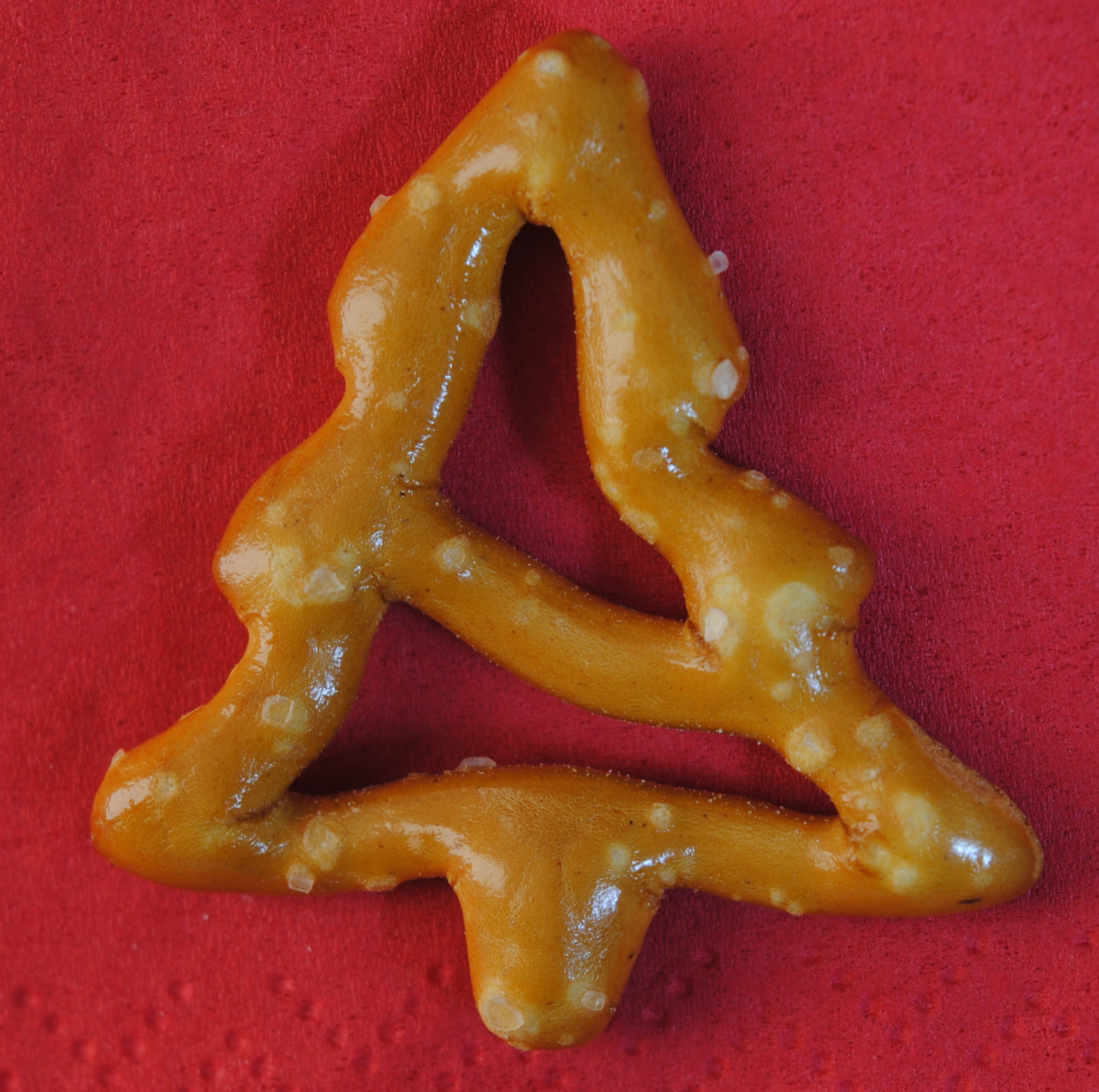

## Vastentijd, carnaval en oktoberfest

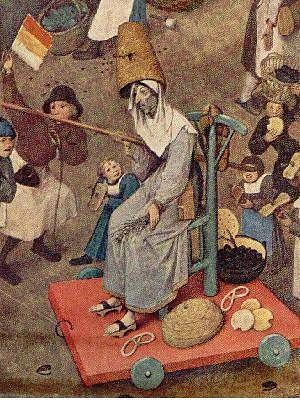
Symbolische weergaven van de vastentijd op Het gevecht tussen Vasten en Vastenavond, Pieter Bruegel de Oude, 1559

Prezels spelen een rol tijdens vastentijd, carnaval en het oktoberfest.

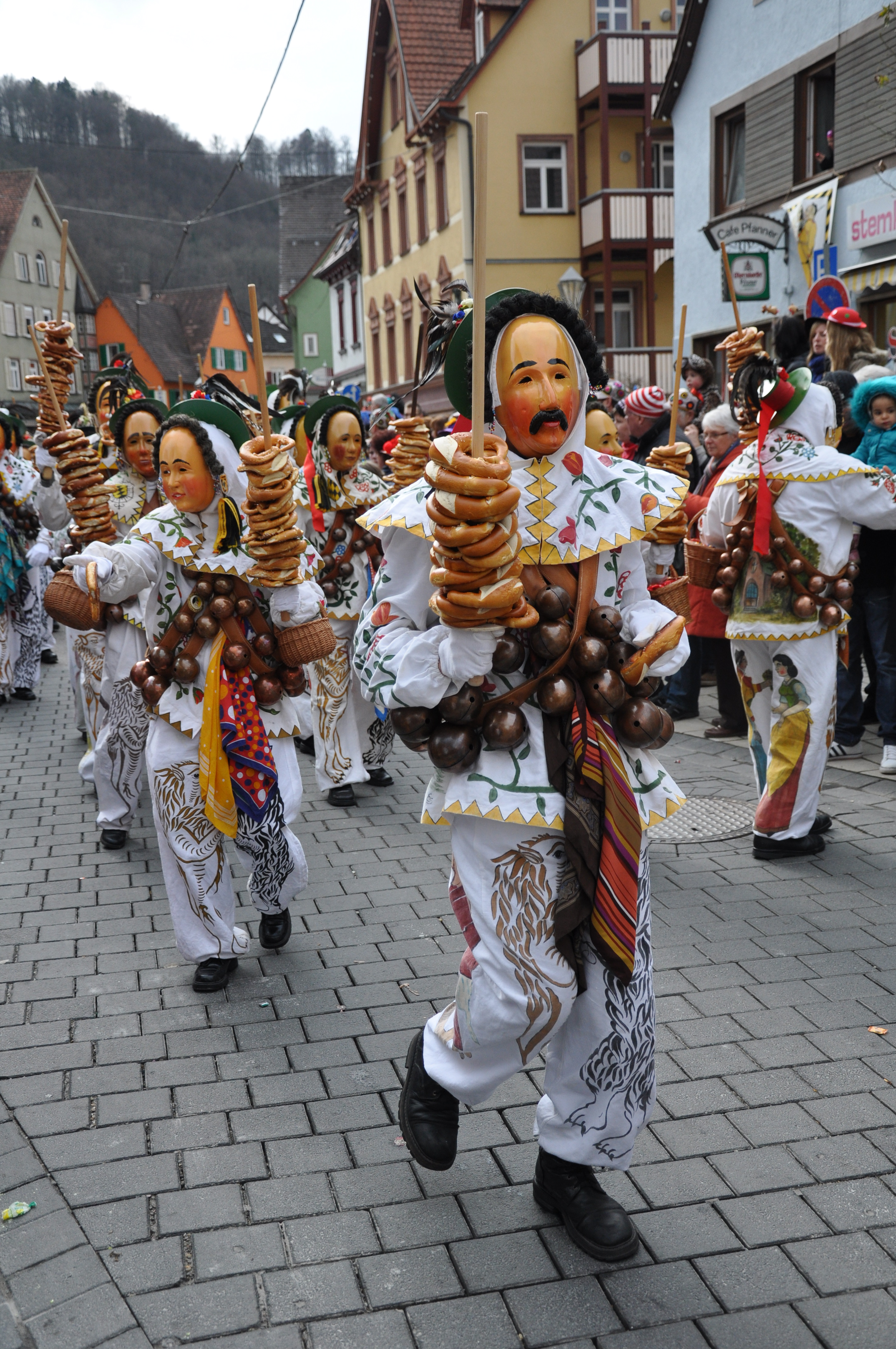
Oberndorf
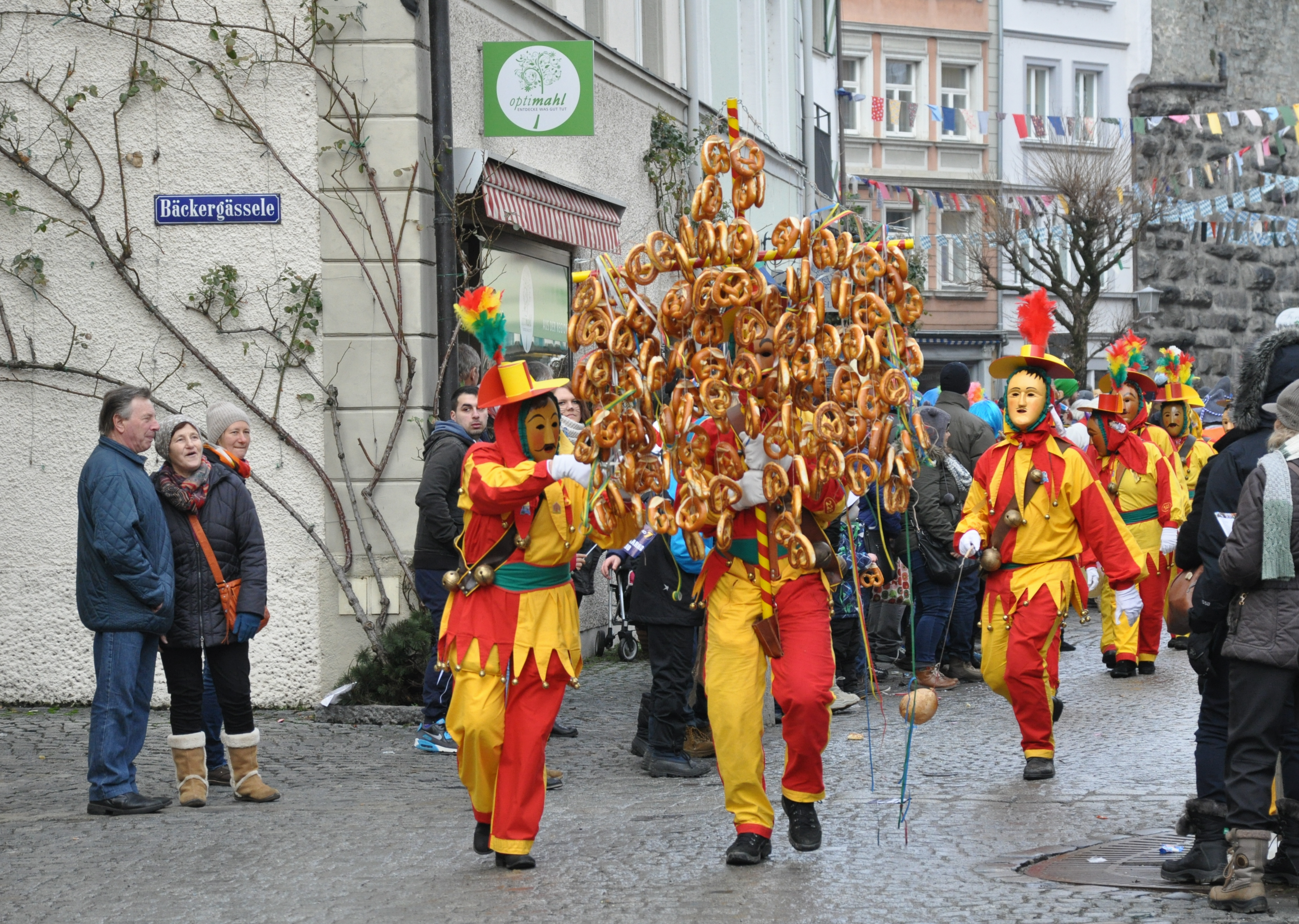
Hausach
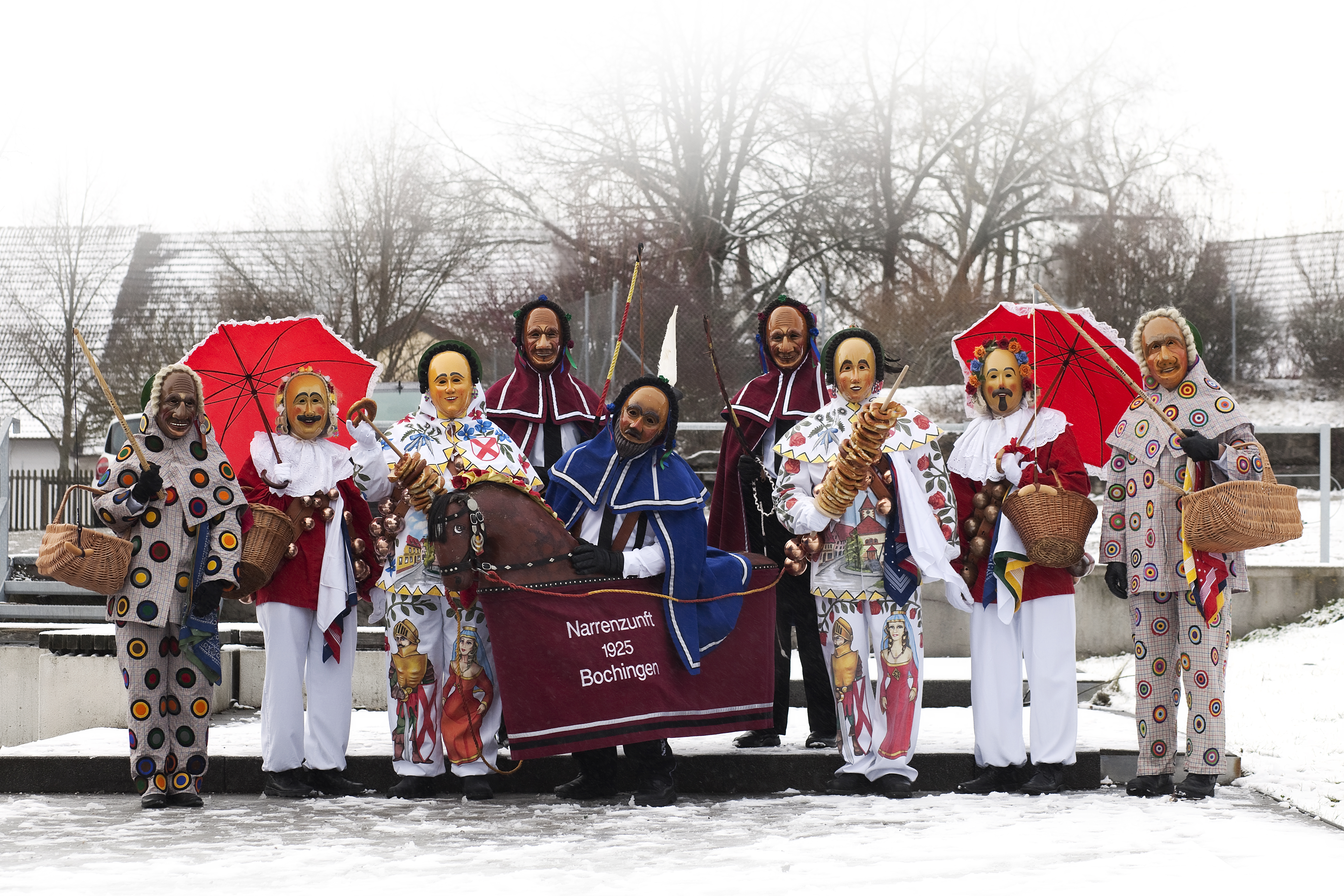
Bochingen
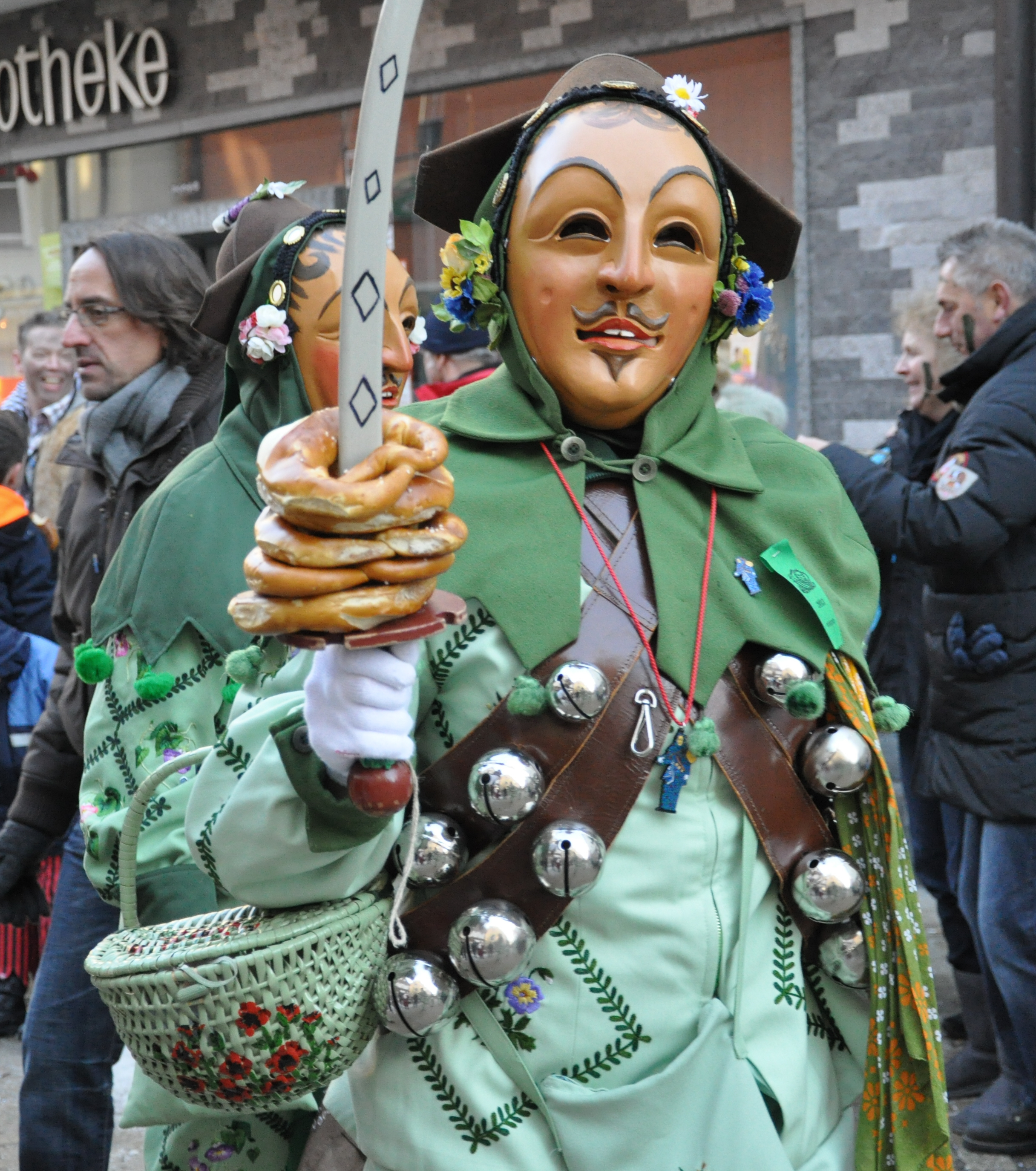
Weingarten